# José de Bustamante y Guerra

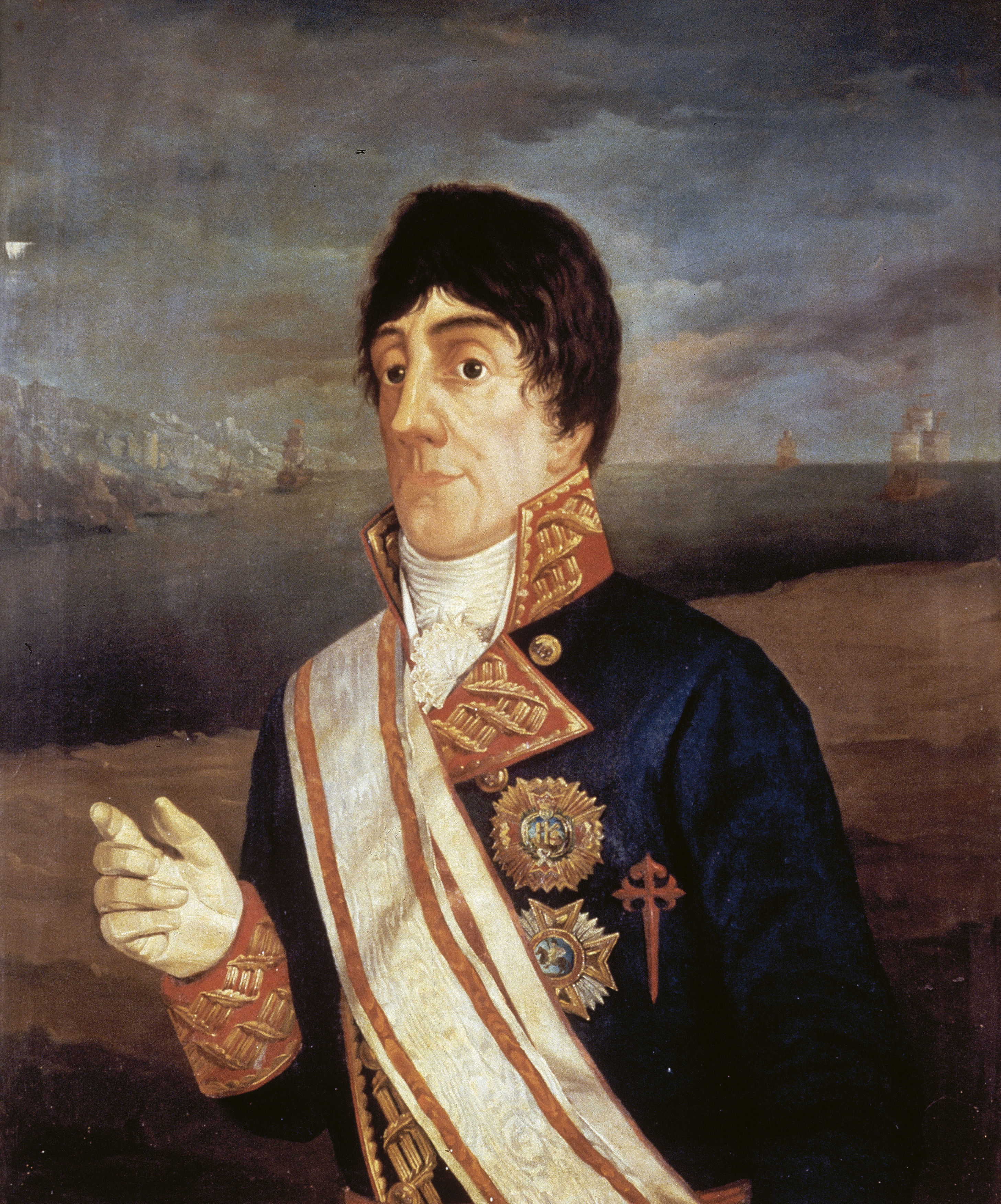
José de Bustamante y Guerra

José de Bustamante y Guerra (* 1. April 1759 in Ontaneda, Kantabrien, Spanien; † 10. März 1825 in Madrid) war ein spanischer Politiker und Seefahrer.

## Malaspina Expedition

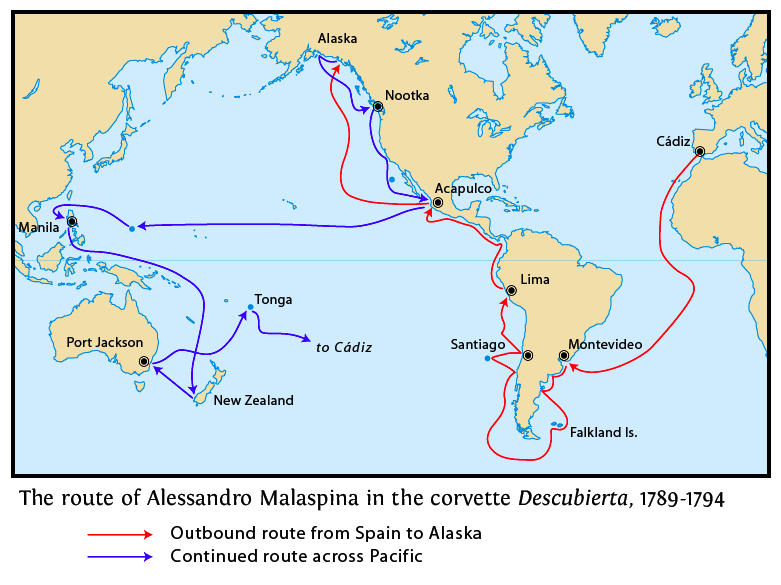
Route der „Descubierta“ während der Expedition

Bustamante, wie er manchmal auch kurz genannt wird, schloss sich im Jahr 1788 mit dem in spanischen Diensten stehenden Seefahrer Alessandro Malaspina di Mulazzo zusammen. Gemeinsam unternahmen beide eine Forschungsexpedition in den Pazifik, die von 1789 bis 1794 dauerte. Während dieser Expedition nach dem Vorbild der Reisen von James Cook war er Kommandeur der Korvette Atrevida. Malaspina hatte den Befehl über die Korvette Descubierta.
Ein von Bustamante im Laufe der Expedition geführtes Tagebuch wurde 1868 veröffentlicht.

## Späteres Leben
Nachdem er 1794 nach Spanien zurückgekehrt war, setzte er seine Zusammenarbeit mit Malaspina fort, bis Letzterer unter dem Vorwurf der Verschwörung gegen den Staat verhaftet wurde. Bustamante blieb jedoch von den politischen Schwierigkeiten Malaspinas unberührt.
1796 wurde er zum Gouverneur von Montevideo im heutigen südamerikanischen Uruguay ernannt. Dort ließ er sich am 11. Februar 1797 nieder und hatte diese Funktion bis 1804 inne.
Ab dem 9. August 1804 befehligte er die Silberflotte, die von Montevideo aus nach Spanien segelte. Im Seegefecht bei Kap Santa Maria wurde sein Geschwader am 5. Oktober 1804 von einem britischen Geschwader überwältigt und der Schatz – für welchen er verantwortlich war – konfisziert.
1810 erfolgte seine Ernennung zum Capitán General von Guatemala. Als solcher blieb er bis 1817 tätig.